# Dżamcyn Bor
Dżamcyn Bor (mong. Жамцын Бор, ur. 24 marca 1958) – mongolski zapaśnik walczący przeważnie w stylu wolnym. Olimpijczyk z Moskwy 1980, gdzie odpadł w eliminacjach w wadze półciężkiej (90 kg) w stylu klasycznym.
Zajął trzynaste miejsce na mistrzostwach świata w 1983. Zdobył srebrny medal na igrzyskach azjatyckich w 1978. Czwarte miejsce w Pucharze Świata w 1981. Brązowy medalista MŚ juniorów w 1979 roku.
- Turniej w Moskwie 1980

Przegrał obie walki w pierwszej fazie turnieju, kolejno z Czesławem Kwiecińskim i reprezentantem Austrii Franzem Pitschmannem